# Onthotrupes pecki
Onthotrupes pecki är en skalbaggsart som beskrevs av Henry Fuller Howden 1974. Onthotrupes pecki ingår i släktet Onthotrupes och familjen tordyvlar. Inga underarter finns listade i Catalogue of Life.